# Alejandra Andreu
Alejandra Andreu Santamarta (Zaragoza, 25 de febrero de 1990) es una modelo española conocida por haber ganado el título de Miss Internacional 2008 celebrado en Macao, China. En el 2022 debuta en México en TelevisaUnivision, donde participa en varias telenovelas emitidas en el canal  de Las Estrellas. 

## Biografía
Periodista por la Universidad Complutense de Madrid. 
A sus 17 años se alza con el título de Miss Zaragoza 2007, lo que le lleva a representar dicha ciudad en el certamen de Miss España 2008. En este certamen celebrado el 1 de marzo de 2008, la ganadora es con 50 puntos, Patricia Rodríguez (representante de Tenerife), pero tanto Alejandra como Claudia Moro (la representante de Madrid) empatan por ese 2.º puesto con 42 puntos; es en ese momento cuando Javier de Montini (que actuaba como Presidente del Jurado) deshace dicho empate, colocando como 1.ª dama de honor a Miss Madrid, y por tanto dejando a Alejandra como la 2.ª dama de honor.
Por ser la tercera clasificada se le dio la oportunidad de representar a España en Miss Internacional. Dicho concurso en el que participaban 75 aspirantes de todo el mundo se celebró el 8 de noviembre de 2008, en el Hotel Venetian Macau Resort, en Macao (China), y ella fue la ganadora con tan sólo 18 años (siendo la más joven de las candidatas en la historia del certamen y la única en ganar con la edad mínima permitida), 1,73 m de estatura y medidas 89-60-92. Con este triunfo se convirtió en la tercera española en alcanzar este título. Además se trajo consigo también la banda de Miss Fotogenia.
Ha colaborado como reportera en el magacín La fiera de mi niña en la cadena de televisión zaragozana La General Televisión en 2009 y también ha hecho sus pinitos como presentadora en diversos eventos. Durante su año de reinado compaginó los actos derivados de este, sus trabajo como modelo, y también los estudios de periodismo . 
Además, en 2010 firmó un contrato con la cadena de televisión CDTV-1. Por primera vez una española ha contado con su propio espacio en la televisión china. También presentó un programa semanal para la cadena, así que viajó a China durante diez días al mes para grabar dichos programas. En este mismo año sería la imagen promocional de la ciudad de Chengdu. 
En 2010 presenta también el programa Vuestra tele en Aragón TV donde ameniza las tardes del domingo con un entretenido recorrido por los grandes titulares de la semana a través de las mejores intervenciones de los reporteros, presentadores y colaboradores de la cadena.
En 2011 trabajó en TBC en Tokio y siguió trabajando en Shanghái y Tokio como modelo. Además, presentó, junto con Álex Casademunt el programa Noche sensacional en 13TV.
Desde mayo de 2014 colabora en el programa de humor Los Tele Tipos, en Telemadrid, junto a Federico de Juan, Luis Ignacio González y Javier Quero. En 2017 comenzó a colaborar como reportera en el programa Sálvame y en El acabose con José Mota.

## Trayectoria

### Programas de televisión
| Programas de televisión | Programas de televisión | Programas de televisión | Programas de televisión |
| Año                     | Título                  | Cadena                  | Rol                     |
| ----------------------- | ----------------------- | ----------------------- | ----------------------- |
| 2008-2009               | La fiera de mi niña     | La General Televisión   | Reportera               |
| 2010                    | Vuestra tele            | Aragón TV               | Presentadora            |
| 2011-2012               | Noche sensacional       | 13TV                    | Presentadora            |
| 2014-2015               | Los Tele Tipos          | Telemadrid              | Humorista               |
| 2016-2017               | Sálvame                 | Telecinco               | Reportera               |
| 2017                    | Socialité               | Telecinco               | Reportera               |
| 2017                    | El Acabose              | TVE                     | Colaboradora            |
| 2018                    | José Mota presenta...   | TVE                     | Humorista               |
| 2018-2019               | De todo corazón         | Telemadrid              | Colaboradora            |
| 2019                    | Hoy                     | Televisa                | Colaboradora            |
| 2019                    | Hoy no, mañana          | TVE                     | Humorista               |
| 2020-2021               | La otra agenda          | Telemadrid              | Reportera               |
| 2021                    | ¿Y si sí?               | TVE                     | Humorista               |
| 2022-2023               | Mi secreto              | Las Estrellas           | Comandante Álvarez      |
| 2024                    | Marea de pasiones       | Las Estrellas           | Teresa                  |
| 2024                    | Mi amor sin tiempo      | Las Estrellas           | Verania                 |

### Series de televisión
| Series de televisión | Series de televisión   | Series de televisión | Series de televisión | Series de televisión |
| Año                  | Título                 | Personaje            | Cadena               | Notas                |
| -------------------- | ---------------------- | -------------------- | -------------------- | -------------------- |
| 2015                 | B&b, de boca en boca   | Pintora              | Telecinco            | 1 episodio           |
| 2023                 | Esta historia me suena |                      | Las Estrellas        | 1 episodio           |